# Chapelle Notre-Dame de Miséricorde de Celles
Pour les articles homonymes, voir Chapelle Notre-Dame et Église Notre-Dame-de-la-Miséricorde.
La chapelle Notre-Dame de (la) Miséricorde, appelée aussi  la chapelle du Bon Dieu d'Ans  est un édifice religieux catholique situé dans la section de Celles faisant partie de la commune de Faimes en province de Liège (Belgique).

## Situation
La chapelle se situe au sud du village hesbignon de Celles, en direction du village de Borlez, au milieu des campagnes cultivées et au carrefour de la rue du Bon Dieu d'Ans et de la rue Pré Hellin. Deux tilleuls séculaires encadrent l'édifice. L'altitude est de 150 m.

## Historique
Cette chapelle est érigée aux alentours de 1900. Elle servait autrefois de repère aux voyageurs.

## Architecture
De dimension modeste (environ 2,5 m de côté), la chapelle est bâtie en briques. L'encadrement de la porte d'entrée métallique et cintrée, unique ouverture de l'édifice, est partiellement réalisé en pierre calcaire avec des claveaux passants. Cette entrée est précédée de six marches en pierre bleue de largeur progressive. Le chevet est formé de trois pans coupés et aveugles. La toiture en grandes ardoises est surmontée d'une croix de pierre calcaire dressée au sommet du pignon avant.

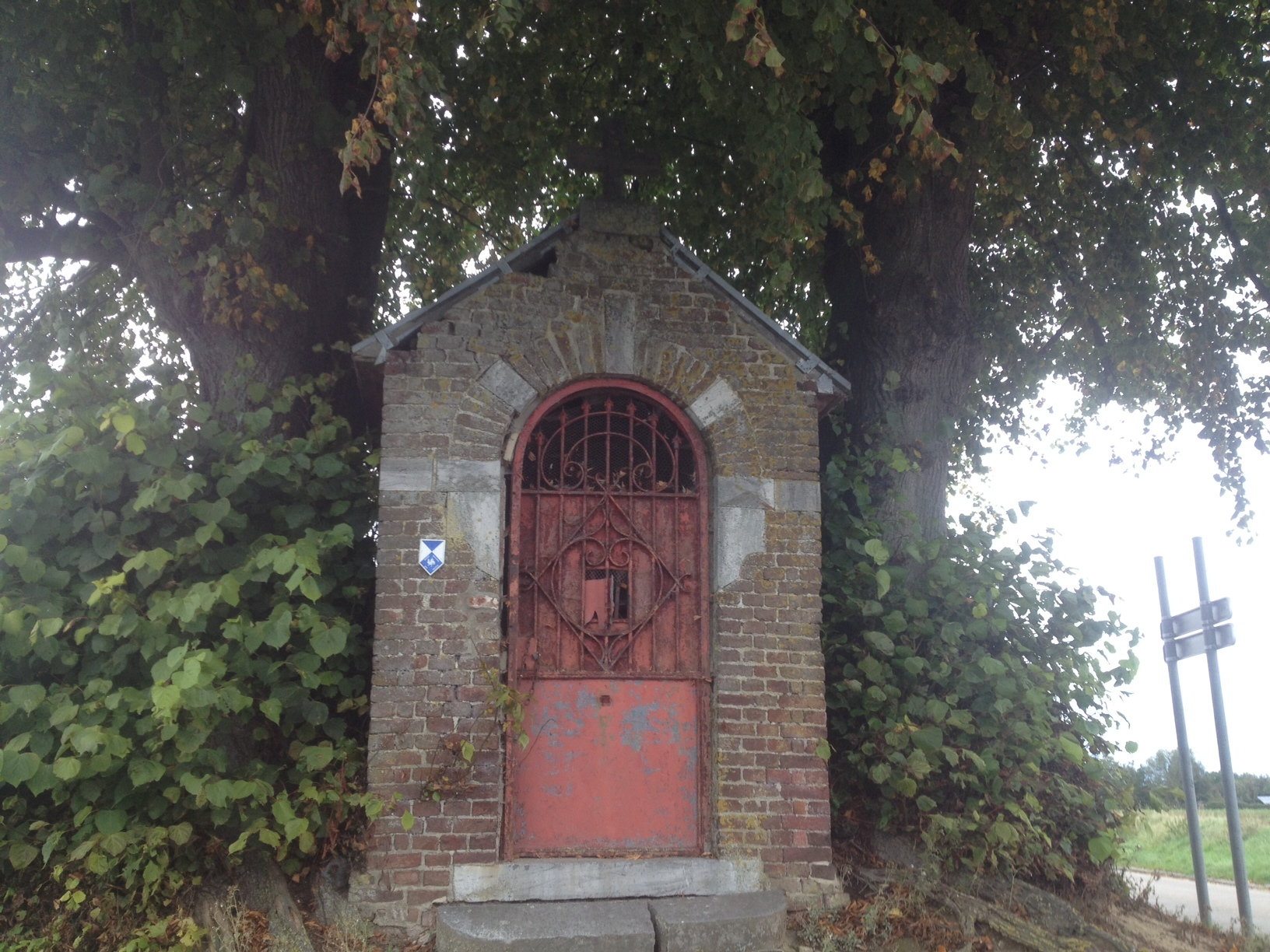
La chapelle Notre-Dame de Miséricorde

## Classement
La chapelle Notre-Dame de Miséricorde et les deux tilleuls, rue du Bon Dieu d'Ans sont classés depuis le 9 décembre 1991 et repris sur la liste du patrimoine immobilier classé de Faimes.